# Cephalophyes
Cephalophyes is een geslacht van vlinders van de familie bladrollers (Tortricidae), uit de onderfamilie Olethreutinae.

## Soorten
- C. cyanura (Meyrick, 1909)
- C. latens (Diakonoff, 1973)
- C. porphyrea Diakonoff, 1973